# Theta Librae
Theta Librae (46 Librae) é uma estrela na direção da constelação de Libra. Possui uma ascensão reta de 15h 53m 49.48s e uma declinação de −16° 43′ 46.6″. Sua magnitude aparente é igual a 4.13. Considerando sua distância de 163 anos-luz em relação à Terra, sua magnitude absoluta é igual a 0.64. Pertence à classe espectral K0III.